# Васорас (микрорегион)

Васорас на карте.

Васорас (порт. Microrregião de Vassouras) — микрорегион в Бразилии, входит в штат Рио-де-Жанейро. Составная часть мезорегиона Агломерация Рио-де-Жанейро. Население составляет 	163 707	 человек (на 2010 год). Площадь — 	1555,769	 км². Плотность населения — 	105,23	 чел./км².

## Демография
Согласно сведениям, собранным в ходе переписи 2010 г. Национальным институтом географии и статистики (IBGE), население микрорегиона составляет:						
| Полное население                             | Полное население                             | Полное население                             | Полное население                             | 163 707 |
| -------------------------------------------- | -------------------------------------------- | -------------------------------------------- | -------------------------------------------- | ------- |
| в том числе:                                 | Городское население                          | 132 231                                      | Процент городского населения, %              | 80,77   |
|                                              | Сельское население                           | 31 476                                       | Процент сельского населения, %               | 19,23   |
|                                              | Мужское население                            | 79 820                                       | Процент мужского населения, %                | 48,76   |
|                                              | Женское население                            | 83 887                                       | Процент женского населения, %                | 51,24   |
| Плотность населения, чел/км²                 | Плотность населения, чел/км²                 | Плотность населения, чел/км²                 | Плотность населения, чел/км²                 | 105,23  |
| Население микрорегиона в % к населению штата | Население микрорегиона в % к населению штата | Население микрорегиона в % к населению штата | Население микрорегиона в % к населению штата | 1,02    |

## Статистика
- Валовой внутренний продукт на 2003 год составляет 813 470 281,00 реалов (данные: Бразильский институт географии и статистики).
- Валовой внутренний продукт на душу населения на 2003 год составляет 5191,58 реалов (данные: Бразильский институт географии и статистики).

## Состав микрорегиона
В составе микрорегиона включены следующие муниципалитеты:
1. Энженьейру-Паулу-ди-Фронтин
2. Мендис
3. Мигел-Перейра
4. Паракамби
5. Пати-ду-Алферис
6. Васорас